# Sebastian Lindenast

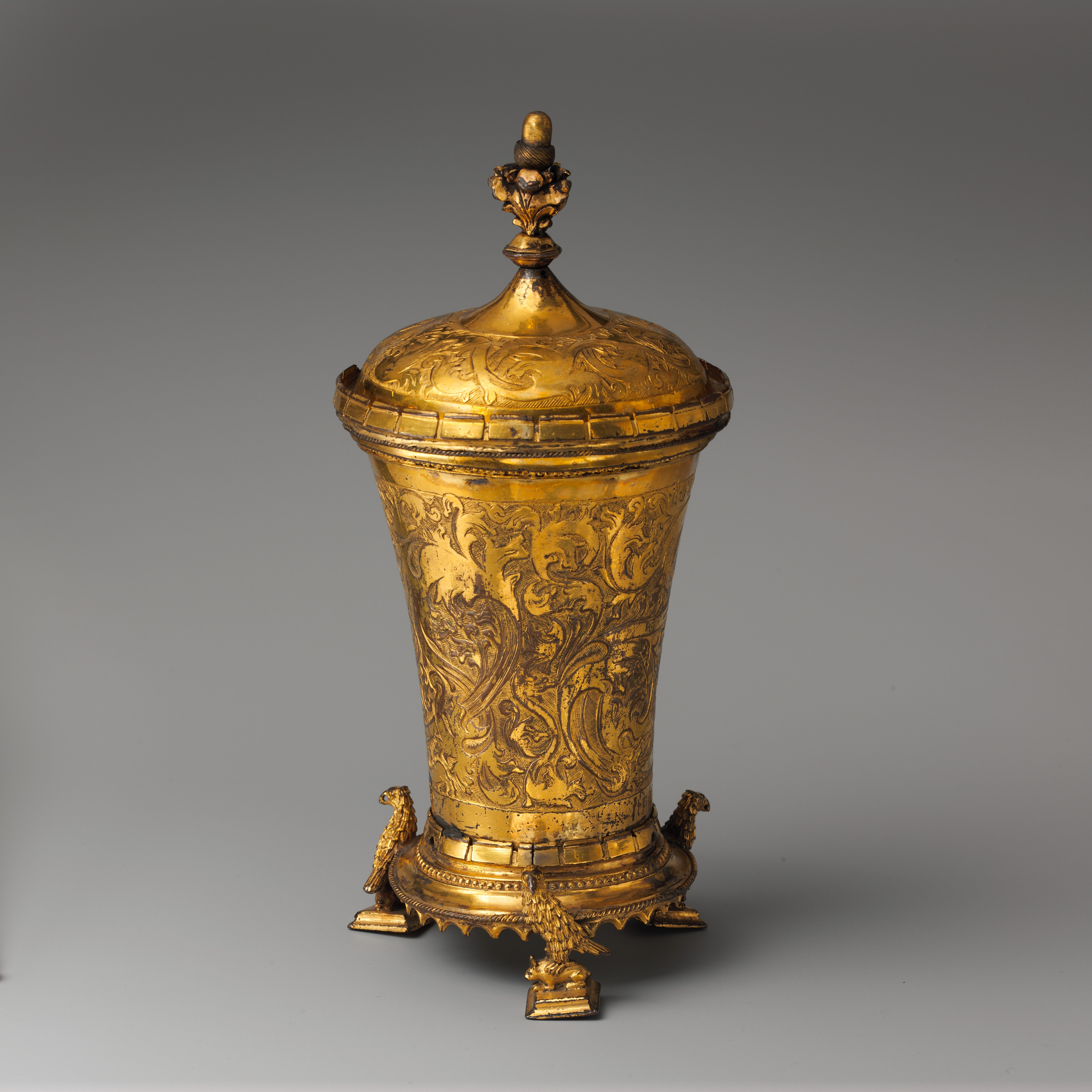
Becher mit Deckel, der Werkstatt von Sebastian Lindenast zugeschrieben

Sebastian Lindenast der Ältere (* um 1460 in Nürnberg; † zwischen 1520 und 1529 ebenda) war ein deutscher Kupferschmied.
Um 1490 wurde er Meister. Er arbeitete seine kupfernen Gefäße und Schalen so schön und kostbar, dass ihm der seinerzeit über die Reichsstadt Nürnberg herrschende Kaiser Karl V. um 1513 das Vorrecht verlieh, sie zu vergolden.
Von 1506 bis 1509 fertigte er die kupfergetriebenen Figuren für die Uhr Männleinlaufen am Giebel des Michaelschors der Nürnberger Frauenkirche. Sie stellen die sieben Kurfürsten dar, die dem thronenden Kaiser Karl IV. huldigen. Die historische Szene erinnert an den Erlass der Goldenen Bulle im Jahr 1356. 

(Die Uhr wurde 1738 erneuert, ihre Figuren zwischenzeitlich bis auf Kaiser und Herold verkauft und um 1850 durch Holzfiguren ersetzt.)
Befreundet war Lindenast mit Peter Vischer dem Älteren und Adam Krafft, mit dem er aufgewachsen war.
Seine Söhne Sebastian der Jüngere und Sebald erwarben 1505 bzw. 1528 ihren Meistertitel. Sebastian wohnte beim Spittlertor. Sebald erreichte seines Vaters Kunstfertigkeit nicht und verlor das Vorrecht zur Vergoldung wieder.